# Rally Ilhas Canárias

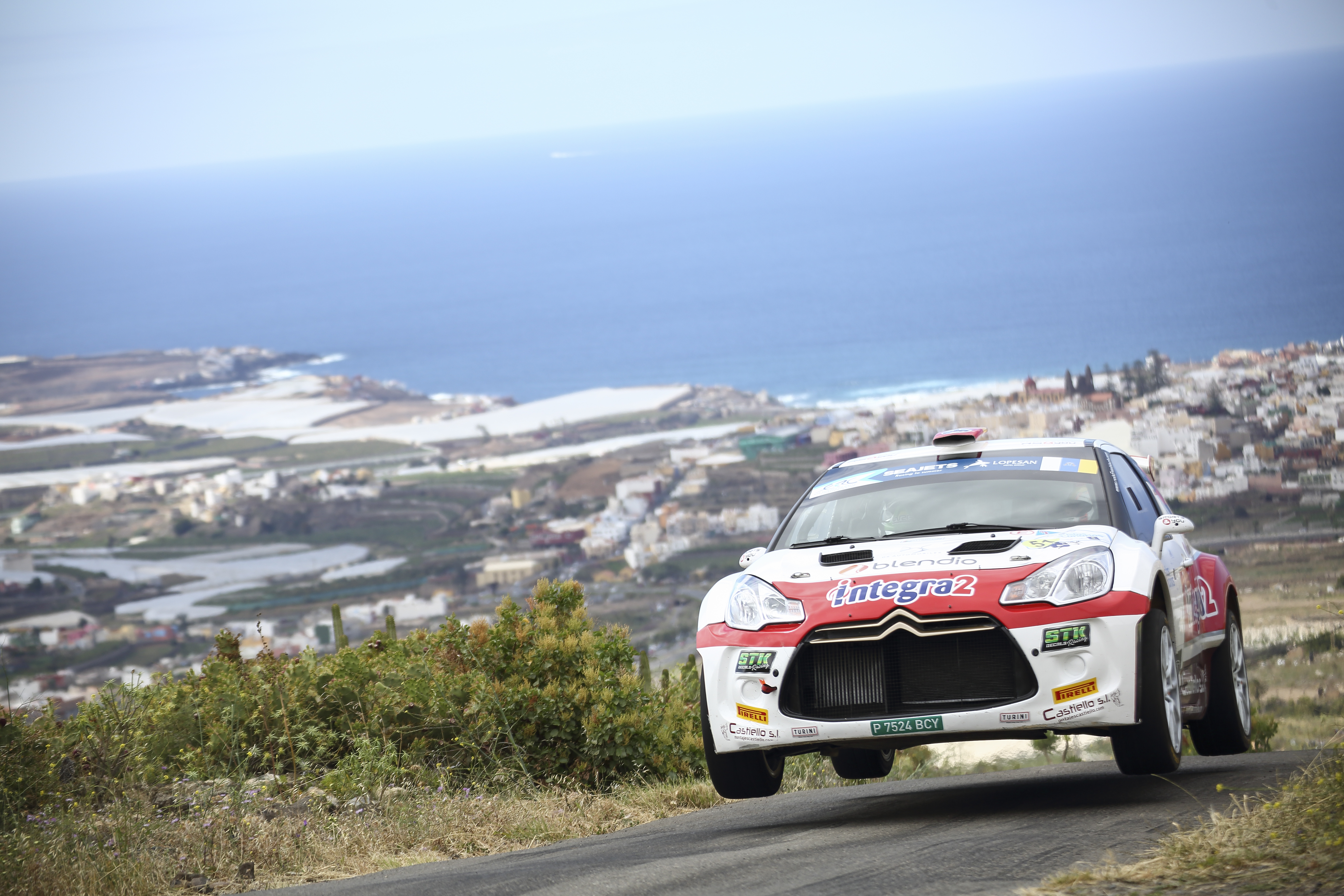
Panorámica da ilha durante a edição de 2019.

O Rally Ilhas Canárias, conhecido originalmente como Rally El Corte Inglés, é um evento internacional de rali sediado na ilha espanhola de Gran Canaria, nas Ilhas Canárias . Por um longo período, o evento fez parte  do Campeonato Europeu de Rali, do Campeonato Espanhol de Rally e do Campeonato de Rali das Ilhas Canárias . Também foi, no passado recente, uma etapa do Intercontinental Rally Challenge, da European Rally Cup Sul e da European Rally Cup Oeste, e se juntará ao Campeonato Mundial de Rali em 2025.  O rali é um evento de rali de asfalto e tem sido assim desde o início.
Realizado pela primeira vez em 1977, o rali rapidamente se tornou popular por sua localização e clima, bem como pela reputação das Ilhas Canárias como destino turístico. Tanto é assim que, apesar de sua localização isolada, a mais de 100 quilômetros da costa do Saara Ocidental, desde 1979 faz parte do campeonato nacional espanhol e é um evento internacional desde 1982, quando foi incluído pela primeira vez no Campeonato Europeu de Rally. O sucesso do evento também pode ser atribuído ao evento português semelhante e mais antigo, o Rali Vinho Madeira, realizado na ilha da Madeira a 400 km a norte e o Rallye Açores, que fica na ilha de São Miguel, na dorsal mesoatlântica.
Em consonância com sua importância como evento espanhol, os pilotos espanhóis dominaram. Medardo Pérez venceu os dois primeiros eventos pilotando um BMW. O campeão mundial espanhol Carlos Sainz venceu o evento em cinco anos consecutivos, de 1985 a 1989, em diversos carros. Os compatriotas espanhóis Jesús Puras e Luis Monzón conquistaram três vitórias, assim como o piloto checo Jan Kopecký .
A natureza asfáltica do evento levou vários carros de rali não tradicionais a vencerem o evento, com o Porsche 911 conquistando cinco vitórias. Na década de 1990, os carros de 2L kit car conseguiram derrotar os carros turbo 4 rodas motrizes, assim como conseguiram em eventos semelhantes no Campeonato Mundial, como o Rali da Córsega .
O rali se juntou ao Campeonato Europeu em 1982 e manteve uma posição no calendário até 2004, quando foi rebaixado para a Taça Europeia de Rally Oeste. Em 2006, mudou-se da região Oeste para a Sul. Ele retornou à região Oeste em 2007 antes de mudar permanentemente para a Rally Cup Sul em 2008. Em 2010, o rali juntou-se ao Intercontinental Rally Challenge, substituindo o Rali Príncipe de Astúrias. Permaneceu no calendário até o IRC fechar em 2012. Na temporada de 2013, seu status europeu foi promovido novamente para Campeonato Europeu de Rali, novamente substituindo o Rali Príncipe de Astúrias.

## Lista de vencedores

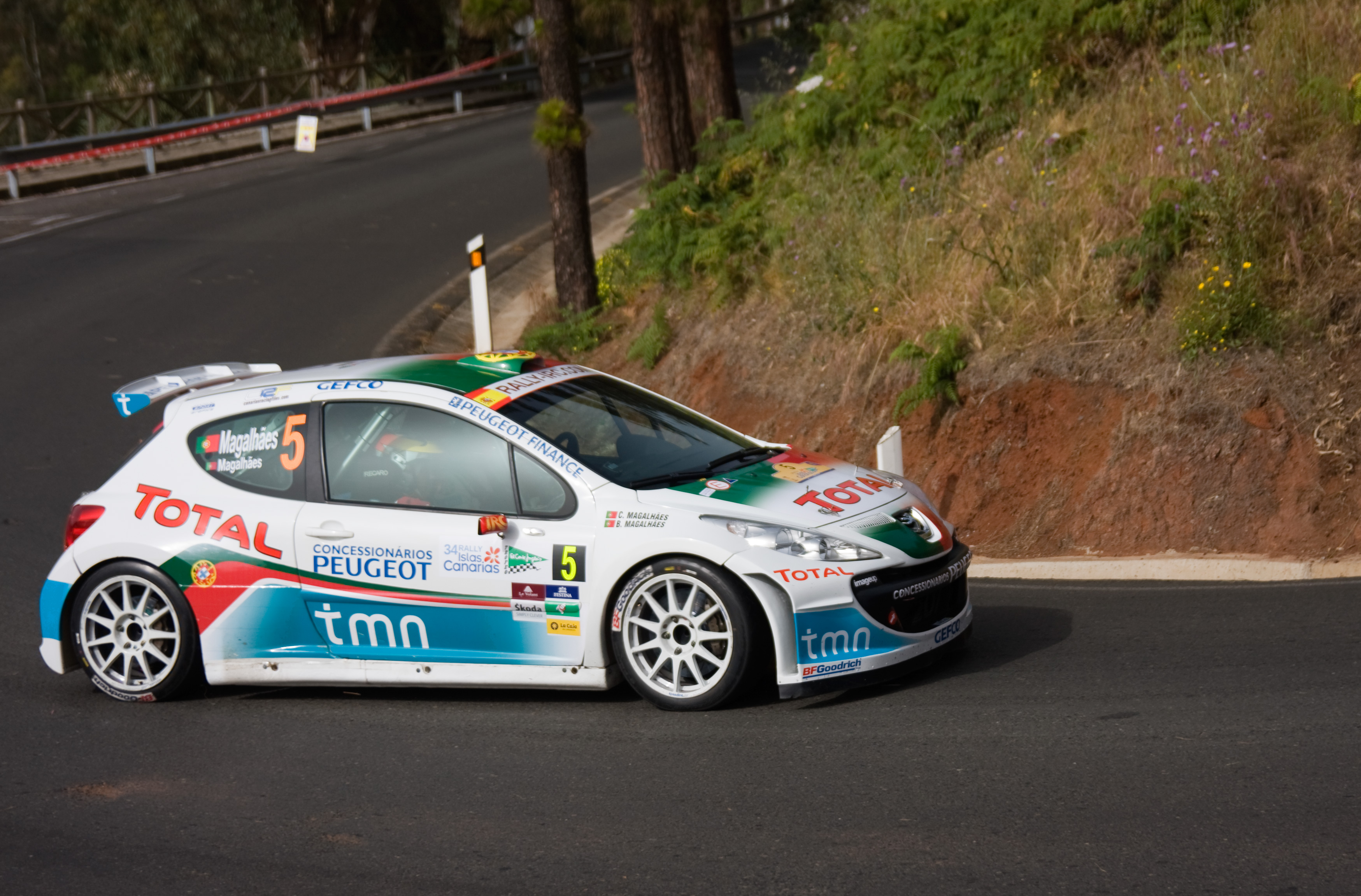
Bruno Magalhães na edição de 2010.

Fonte em parte de:  
| Ano  | Vencedor              | Carro                      |
| ---- | --------------------- | -------------------------- |
| 1977 | Medardo Pérez         | BMW 2002                   |
| 1978 | Medardo Pérez         | BMW 2002                   |
| 1979 | Marc Etchebers        | Porsche Carrera 3.0        |
| 1980 | Marc Etchebers        | Porsche 911 SC             |
| 1981 | Benigno Fernández     | Porsche 911 SC             |
| 1982 | Eugenio Ortiz         | Renault 5 Turbo            |
| 1983 | Eugenio Ortiz         | Renault 5 Turbo            |
| 1984 | Terry Kaby            | Nissan 240RS               |
| 1985 | Carlos Sainz          | Renault 5 Turbo            |
| 1986 | Carlos Sainz          | Renault 5 Maxi Turbo       |
| 1987 | Carlos Sainz          | Ford Sierra RS Cosworth    |
| 1988 | Carlos Sainz          | Ford Sierra RS Cosworth    |
| 1989 | Carlos Sainz          | Toyota Celica GT-Four      |
| 1990 | Josep Bassas          | BMW M3                     |
| 1991 | Fabrizio Tabaton      | Lancia Delta Integrale 16V |
| 1992 | Piero Liatti          | Lancia Delta HF Integrale  |
| 1993 | Gustavo Trelles       | Lancia Delta HF Integrale  |
| 1994 | Luis Monzón           | Ford Escort RS Cosworth    |
| 1995 | José María Ponce      | BMW M3                     |
| 1996 | José María Ponce      | Toyota Celica GT-Four      |
| 1997 | Jesús Puras           | Citroën ZX Kit Car         |
| 1998 | Gilles Panizzi        | Peugeot 306 Maxi Kit Car   |
| 1999 | Jesús Puras           | Citroën Xsara Kit Car      |
| 2000 | Jesús Puras           | Citroën Xsara Kit Car      |
| 2001 | Salvador Cañellas Jr. | Seat Cordoba WRC           |
| 2002 | Jesús Puras           | Citroën Xsara WRC          |
| 2003 | Miguel Campos         | Peugeot 206 WRC            |
| 2004 | Luis Monzón           | Toyota Corolla WRC         |
| 2005 | Joan Vinyes           | Peugeot 206 S1600          |
| 2006 | Miguel Fuster         | Renault Clio S1600         |
| 2007 | Luis Monzón           | Peugeot 206 WRC            |
| 2008 | Sergio Vallejo        | Porsche 997 GT3            |
| 2009 | Sergio Vallejo        | Porsche 997 GT3            |
| 2010 | Jan Kopecký           | Škoda Fabia S2000          |
| 2011 | Juho Hänninen         | Škoda Fabia S2000          |
| 2012 | Jan Kopecký           | Škoda Fabia S2000          |
| 2013 | Jan Kopecký           | Škoda Fabia S2000          |
| 2014 | Didier Auriol         | Citroën Xsara WRC          |
| 2015 | Miguel Fuster         | Porsche 997 GT3 RS         |
| 2016 | Enrique Cruz          | Porsche 997 GT3 RS         |
| 2017 | Alexey Lukyanuk       | Ford Fiesta R5             |
| 2018 | Alexey Lukyanuk       | Ford Fiesta R5             |
| 2019 | Pepe López            | Citroën C3 R5              |
| 2020 | Adrien Fourmaux       | Ford Fiesta R5 Mk. II      |
| 2021 | Alexey Lukyanuk       | Citroën C3 Rally2          |
| 2022 | Nil Solans            | Volkswagen Polo GTI R5     |
| 2023 | Yoann Bonato          | Citroën C3 Rally2          |
| 2024 | Yoann Bonato          | Citroën C3 Rally2          |